# Трайбека (фестиваль)
Фестива́ль «Трайбе́ка» (англ. Tribeca Film Festival, TFF) — фестиваль, ежегодный международный конкурс кинофильмов, проходящий в Нью-Йорке, США. Основан в 2002 году Робертом Де Ниро, Джейн Розенталь и Крейгом Хаткоффом в качестве реакции кинематографистов на террористические акты 11 сентября 2001 года с целью восстановления деловой и социальной активности наиболее пострадавшего Нижнего Манхэттена и, в частности, района Трайбека (TriBeCa от англ. Triangle Below Canal Street — буквально Треугольник южнее Канал-стрит). В качестве главной миссии фестиваля заявлены необходимость переосмысления кинематографистами их влияния на общественное сознание и популяризация независимого кино.

## История фестиваля

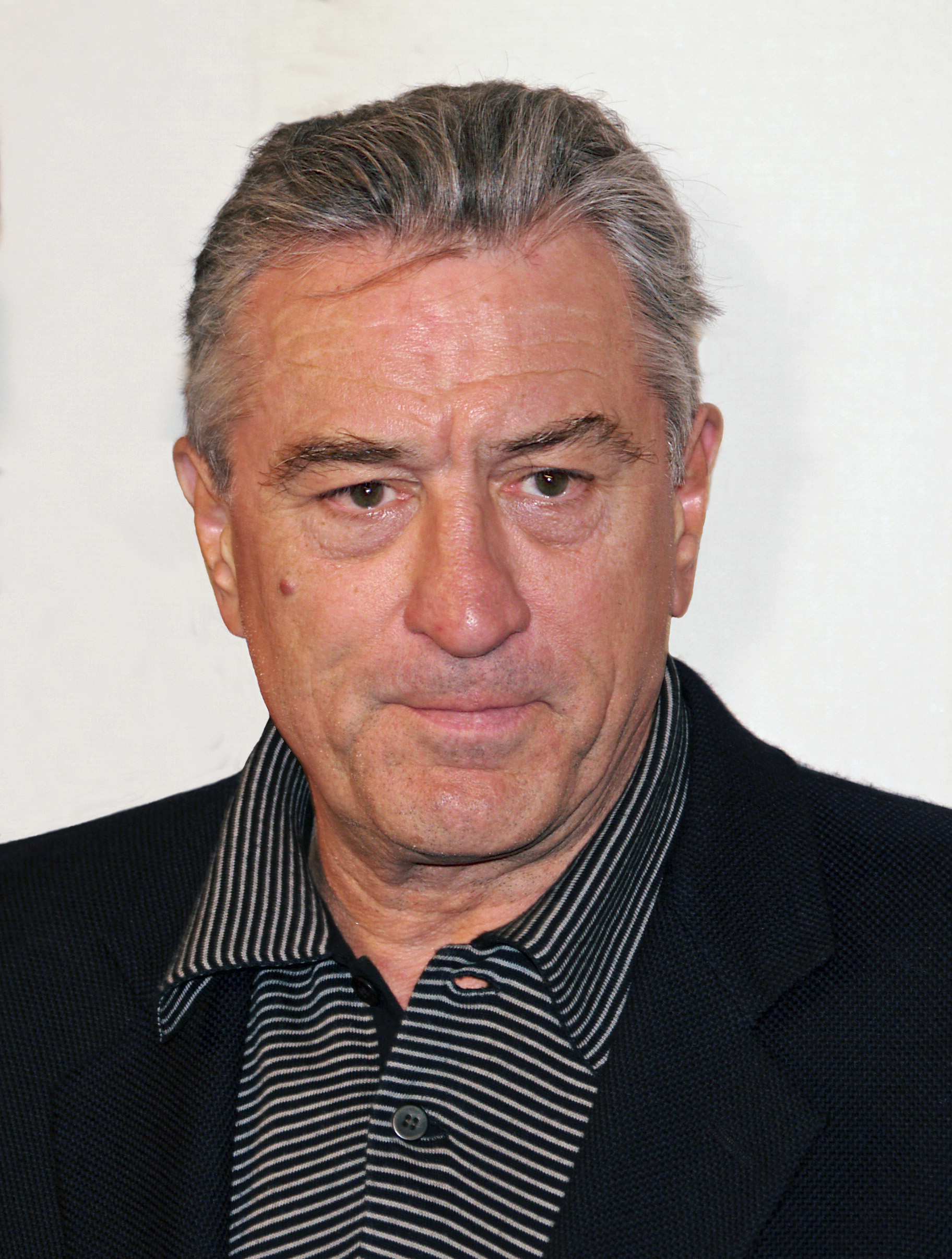
Роберт Де Ниро
Учредитель фестиваля

Первый фестиваль был подготовлен всего за 120 дней более чем тысячью добровольцев и прошёл в начале мая 2002 года. Он включал в себя конкурсный показ по 5 номинациям (лучший игровой фильм, лучший начинающий автор игрового кино, лучший документальный полнометражный фильм, лучший игровой короткометражный фильм, лучший документальный короткометражный фильм), 13 тематических дискуссионных клубов и круглосуточный Семейный фестиваль, в рамках которого беспрерывно шли премьеры зрелищных фильмов, включая: «Бессонница» (премьера на открытии фестиваля 3 мая 2002 года), «Звёздные войны. Эпизод II: Атака клонов», «Мой мальчик» и «Человек-паук 3: Враг в отражении».
Из-за сжатых сроков подготовки не удалось привлечь интересных иностранных конкурсантов, практически все награды достались американским кинематографистам.
В 2003 году во время второго фестиваля было добавлено 2 номинации, востребованные зрителями: Лучший актёр и Лучшая актриса. В Семейный фестиваль были добавлены музыкальные и эстрадные концерты, спортивные мероприятия, другие развлечения на открытом воздухе. Кроме того, фестиваль стал действительно международным, во всех конкурсных программах участвовали иностранные кинематографисты.

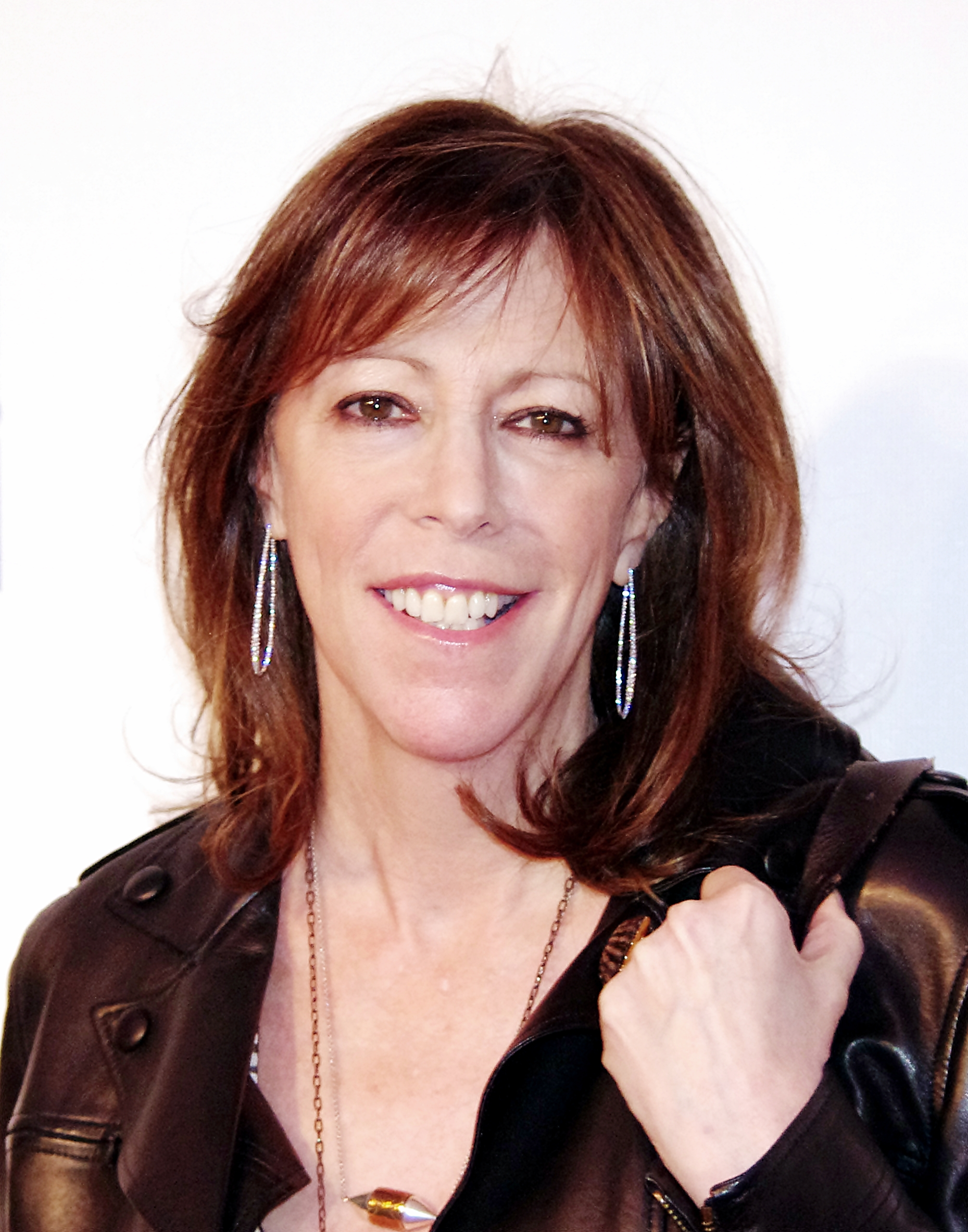
Джейн Розенталь
Учредитель фестиваля

Одной из центральных фигур года на Трайбеке стала Валерия Бруни-Тедески (англ. Valeria Bruni Tedeschi) (итальянка, проживающая во Франции; старшая сестра Карлы Бруни). Она не только написала сценарий и сняла фильм «Легче верблюду…» (фр. «Il est plus facile pour un chameau»), но и снялась в нём в главной роли. Жюри признало Валерию Бруни-Тедески лучшим начинающим автором и лучшей актрисой года.
В конце 2003 года, опять же в районе Трайбека, Де Ниро выкупил старый театр и переименовал его в Трайбека Синема (англ. Tribeca Cinema). После проведения ремонта это здание стало одной из центральных площадок фестиваля.
В 2004 году сформировалась окончательная (на сегодняшний день) конкурсная программа. Добавились номинации: лучший начинающий автор документального кино, лучший игровой и лучший документальный фильм о Нью-Йорке, лучшая студенческая киноработа. Таким образом, общее количество номинаций достигло одиннадцати. Необходимо учитывать при этом, что практически ежегодно конкурсанты награждаются Специальными премиями жюри или Премиями спонсоров, поэтому количество лауреатов всегда больше номинаций.

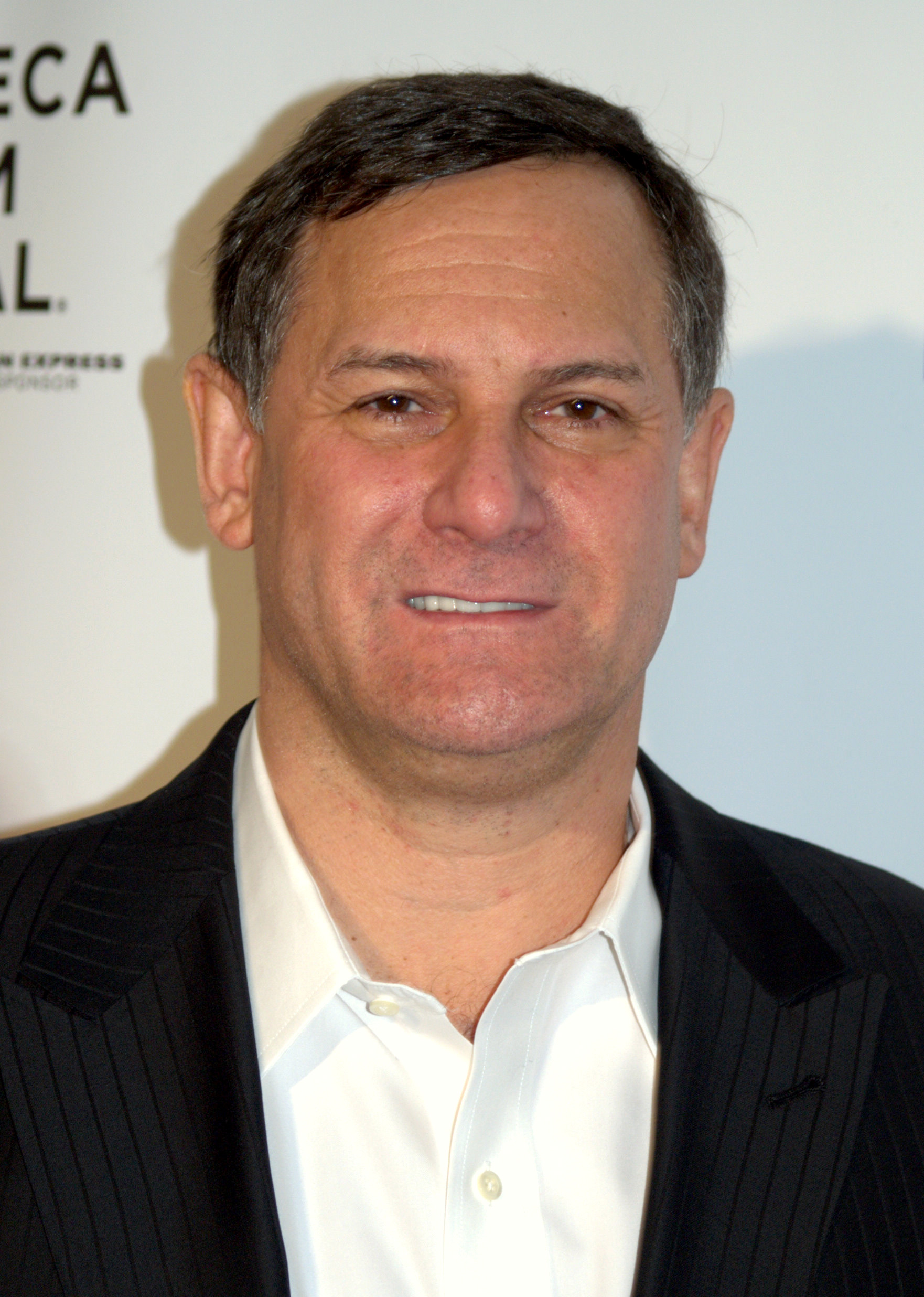
Крэйг Хаткофф
Учредитель фестиваля

Этот год был отмечен участием и последующей победой фильма китайского режиссёра Лио Фен Доу (англ. Liu Fendou) «Зелёная шляпа». Эмоциональная и образная картина о нравственных аспектах адюльтера (в Китае зелёная шляпа — символ супружеской неверности). Фен Доу также был признан лучшим начинающим сценаристом и постановщиком. В категории «Лучшая актриса» победила бразильянка Фернанда Монтенегру с ролью в фильме «Другая сторона улицы» (порт. «O Outro Lado da Rua»). Фильм — размышление пожилой женщины о проходящей жизни на фоне криминальной истории в районе Копакабана. Картина получила ещё 15 наград и номинаций на самых разных кинематографических конкурсах.
C 2006 года фестиваль расширяет своё признание и влияние как в Америке, так и в других странах. Развивая идею ознакомления максимально возможного числа зрителей с независимым, некоммерческим кино, Трайбека доводит количество экранов, на которых демонстрируются конкурсные ленты, до 1000. Фестиваль организовал часть своего конкурсного показа в рамках кинофестиваля в Риме. Трайбека вручил там специальную премию «Ступени и Звёзды». Церемония была ярко организована на Испанской лестнице итальянской столицы.
В 2009 году Роберт Де Ниро и Джейн Розенталь по опросам авторитетных журналов были отмечены на 14-й позиции рейтинга из 25 крупнейших филантропов мира за их вклад в восстановление экономики Нижнего Манхэттена.
В октябре 2009 года был организован и проведён Кинофестиваль Трайбека-До́ха (DTFF) в столице эмирата Катар. С 2010 года фестиваль Трайбека своей организационной структурой влился в предприятие Трайбека Энтерпрайзис (англ. Tribeca Enterprises), в которое также входят Трайбека Синемас (англ. Tribeca Cinemas) и DTFF. По мнению Кирилла Разлогова в 2010 году форум развернул впечатляющую кампанию в сети Интернет.

## Премии и призы
Победители фестиваля Трайбека по установленной со дня его основания традиции и в духе его главной идеи не получают крупных денежных или материальных призов. Они выдвигают свои работы в конкурсный показ только в качестве творческого соревнования. Материальным вознаграждением за победу даже в самых престижных категориях может стать 5, 15, 25 тысяч долларов США, два авиабилета бизнес-класса в любую точку планеты, 2000 метров высококлассной профессиональной киноплёнки, специальная компьютерная техника.

## Совет директоров
В настоящее время выбор конкурсантов, определение победителей, как и всё руководство организационной и творческой деятельностью, коллегиально осуществляет Совет директоров фестиваля. Генеральным директором — Председателем является Бриан Ньюман, Альберта Артус — заместитель Председателя, Роберт Де Ниро и Джейн Розенталь находятся в статусе сопредседателей. Остальные двадцать членов Совета — режиссёры, журналисты, бизнесмены, политики, актёры и т. д., — регулярно принимают участие в рабочих заседаниях, состав Совета практически не меняется.

## Победители по номинациям

### Конкурс полнометражных фильмов

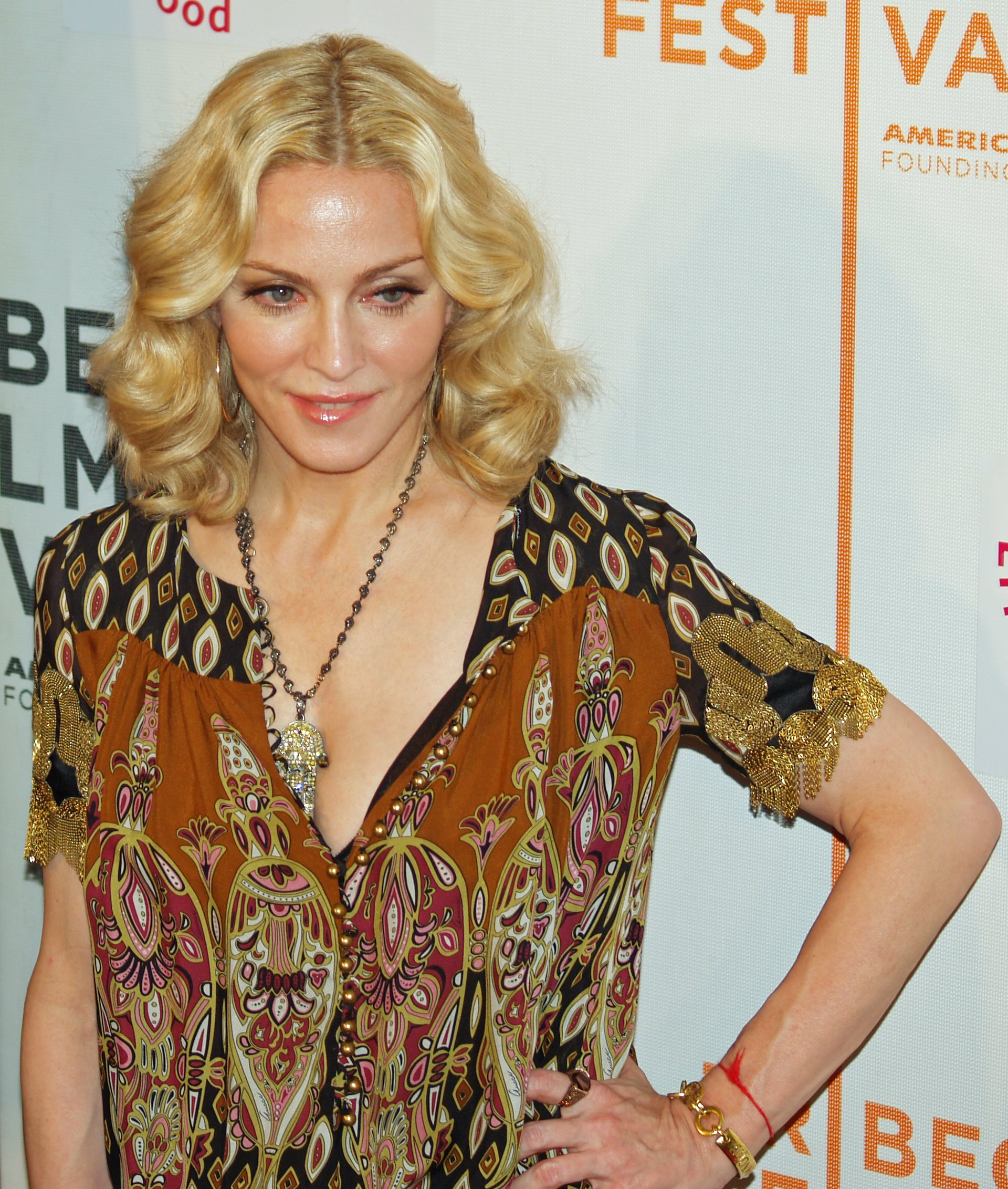
Мадонна
Гость Трайбека 2008

#### Лучший игровой фильм (до 2015 года)
- 2002 — «Роджер Доджер» (англ. Roger Dodger, США)
- 2003 — «Шахта» (англ. Blind Shaft, Китай)
- 2004 — «Зелёная шапка» (англ. Green Hat, Китай)
- 2005 — «Украденная жизнь» (англ. Stolen Life, Китай)
- 2006 — «Благословлённые огнём» (исп. Iluminados por el fuego, Аргентина)
- 2007 — «Отец мой, Бог мой» (англ. My Father My Lord, Израиль)
- 2008 — «Впусти меня» (англ. Let the Right One In, швед. Låt den rätte komma in, Швеция)
- 2009 — «О Элли» (англ. About Elly, Иран)
- 2010 — «When We Leave» (английское название в конкурсе, оригинальное название — нем. «Die Fremde»)
- 2011 — «Обезьянки» (швед. «Apflickorna», Швеция)
- 2012 — «Ведьма войны» (фр. «Rebelle», Канада)
- 2013 — «Ракета» (англ. «The Rocket», Австралия)
- 2014 — «Мотивации ноль» (ивр. «אפס ביחסי אנוש»‎, Израиль)
- 2015 — «Гора девственности» (англ. Virgin Mountain, Исландия, Дания)

#### Лучший зарубежный игровой фильм (с 2016 года)
- 2016 — «Перекресток 48» (англ. Junction 48, Израиль, Германия, США)

#### Лучший игровой фильм США (с 2016 года)
- 2016 — «Дин» (англ. Dean)

#### Лучший начинающий автор игрового кино

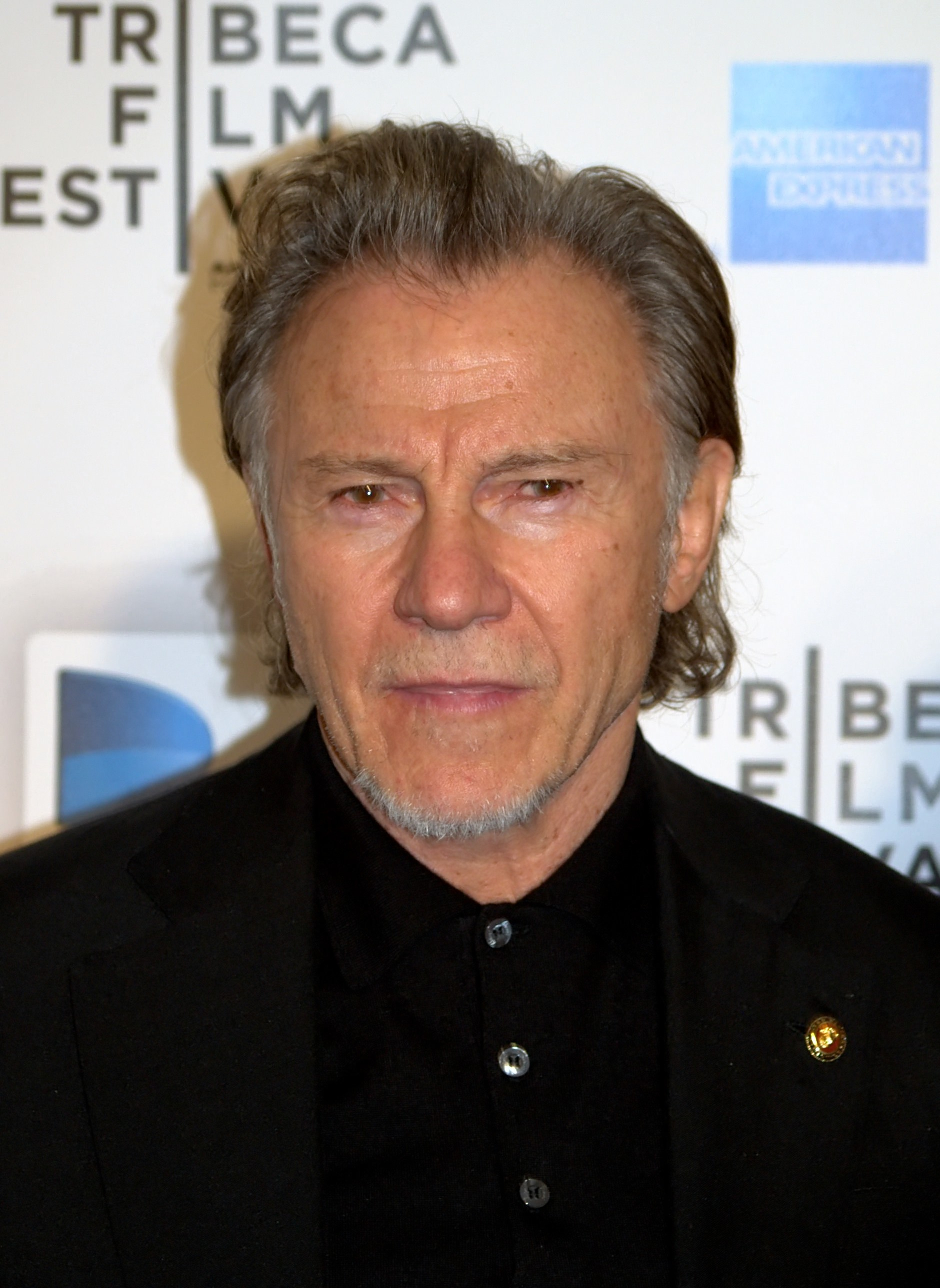
Харви Кейтель Гость Трайбека 2009

- 2002 — Эрик Исон (англ. Eric Eason, США) за фильм «Манито» (англ. "Manito")
- 2003 — Валерия Бруни-Тедески (англ. Valeria Bruni Tedeschi, Италия / Франция) за фильм «Легче верблюду…» (фр. "Il est plus facile pour un chameau")
- 2004 — Лю Фэньдоу (англ. Liu Fendou, Китай) за фильм «Зелёная шапка» (англ. "Green Hat")
- 2005 — Алиция Шерсон (англ. Alicia Scherson, Чили) за фильм «Пьеса» (англ. "Play")
- 2006 — Марван Хамед (англ. Marwan Hamed, Египет) за фильм «Дом Якобяна» (англ. "The Yacoubian Building")
- 2007 — Энрик Бегн (англ. Enrique Begne, Мексика) за фильм «В двойном объятии» (исп. "Dos abrazos", англ. "Two Embraces")
- 2008 — Хусейн Карабей (англ. Huseyin Karabey, Турция) за фильм «Мои Марлон и Брандо» (англ. "My Marlon and Brando")
- 2009 — Рун Денштад Лангло (англ. Rune Denstad Langlo, Норвегия) за фильм «Север» (англ. "Nord")
- 2010 — Ким Шапиро (фр. Kim Chapiron, Франция) за фильм «Собачий загон» (Dog Pound)
- 2011 — Джун-бум Парк (англ. Park Jung-bum, Республика Корея) за фильм «Дневник Мусана» (The Journals of Musan)
- 2012 — Люси Маллой (англ. Lucy Mulloy, США) за фильм «Однажды ночью» (Una Noche)
- 2013 — Эмануэль Хосс-Десмарайс (англ. Emanuel Hoss-Desmarais, Канада) за фильм «Обеление» (Whitewash)
- 2014 — Джозеф Владыка (англ. Josef Wladyka, Колумбия) за фильм «Грязные руки» (Manos Sucias)
- 2015 — Закари Трейц (англ. Zachary Treitz, США) за фильм Men Go to Battle

#### Лучший актёр игрового кино (до 2015 года)

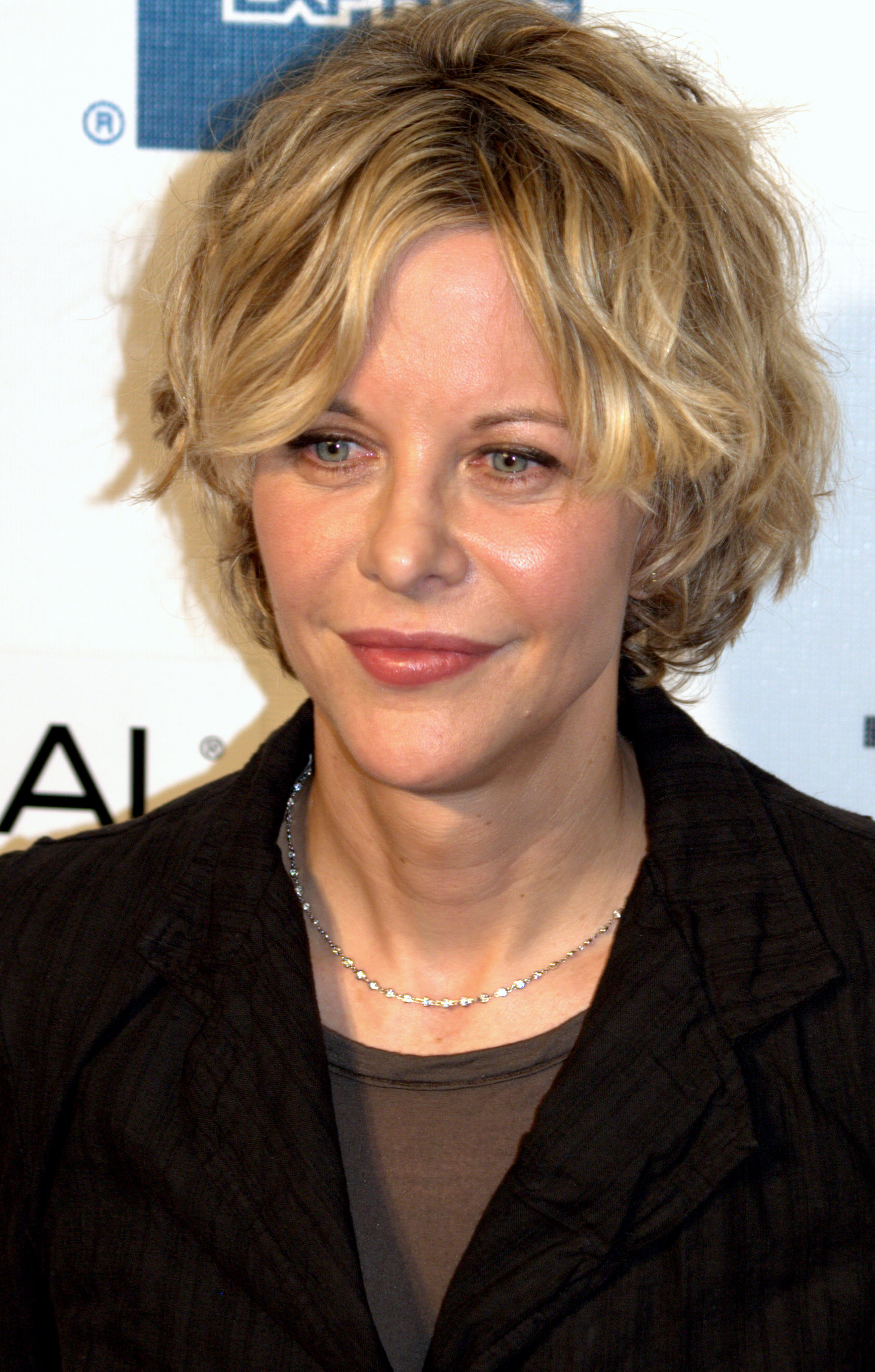
Мег Райан
Гость Трайбека 2009

- 2003 — Игор Бареч (англ. Igor Bares, Чехия) в фильме «Путешествие» (чеш. «Výlet») и Охад Кноллер (англ. Ohad Knoller Израиль) в фильме «Йосси и Джаггер» (англ. «Yossi & Jagger»)
- 2004 — Ян Харт (англ. Ian Hart, США) в фильме «Полёт вслепую» (англ. «Blind Flight»)
- 2005 — Чис Гиил (англ. Cees Geel) в фильме «Симон» (англ. «Simon»)
- 2006 — Юрген Фогель (нем. Jürgen Peter Vogel, Германия) в фильме «Свободная воля» (нем. «Der freie Wille»)
- 2007 — Лофти Эбделли (англ. Lofti Ebdelli, Тунис) в фильме «Создание. Последний фильм» (англ. Making Of.(Akher film))
- 2008 — Томас Тургус (англ. Thomas Turgoose, Великобритания) и Пётр Яджелло (англ. Piotr Jagiello) в фильме «Сомерстаун» (англ. «Somers Town»)
- 2009 — Киаран Хайндс (англ. Ciarán Hinds, Ирландия) в фильме «Затмение» (англ. «The Eclipse»)
- 2010 — Эрик Эльмоснино (фр. Eric Elmosnino, Франция) в фильме «Серж Генсбу́р: героическая жизнь»
- 2011 — Рамадан Бизимана (Ramadhan Bizimana, Руанда) в фильме «Серое вещество» («Matière Grise»)
- 2012 — Дариэль Арречага и Хавьер Нуньес Флориан (Dariel Arrechada and Javier Nuñez Florian) в фильме «Однажды ночью» (исп. Una Noche, Куба, Великобритания, США)
- 2013 — Ситтифон Дисамоэ (Sitthiphon Disamoe) в фильме «Ракета» (англ. The Rocket, Австралия)
- 2014 — Пол Шнайдер в фильме «Попрощайся со всем этим» (англ. Goodbye to All That, США)
- 2015 — Гуннар Йонссон в фильме «Гора девственности» (англ. Virgin Mountain, Исландия)

#### Лучший американский актёр игрового кино (с 2016 года)
- 2016 — Доминик Рэйнс (англ. Dominic Rains) в фильме «Посредник» (англ. The Fixer)

#### Лучшая актриса игрового кино (до 2015 года)

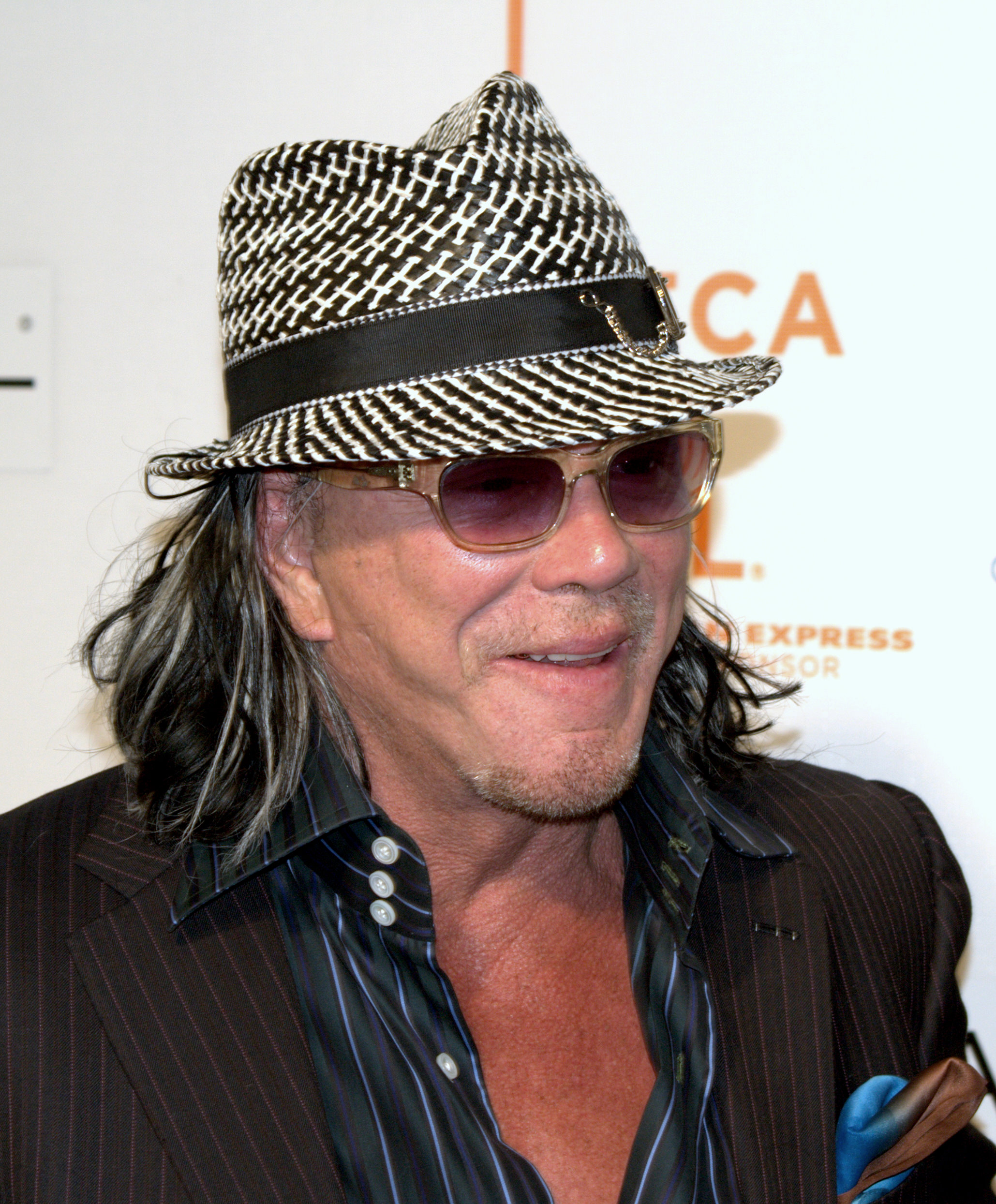
Микки Рурк
Гость Трайбека 2009

- 2003 — Валерия Бруни-Тедески (англ. Valeria Bruni Tedeschi, Италия / Франция) в фильме «Легче верблюду» (фр. «Il est plus facile pour un chameau»)
- 2004 — Фернанда Монтенегру (англ. Fernanda Montenegro, Бразилия) в фильме «Другая сторона улицы» (порт. «O Outro Lado da Rua»)
- 2005 — Фелисити Хаффман (англ. Felicity Huffman, США) в фильме «Трансамерика» (англ. «Transamerica»)
- 2006 — Ева Холубова (нем. Eva Holubová, Чехия) в фильме «Отпускники» (англ. «Holiday Makers»)
- 2007 — Марина Хэндс (англ. Marina Hands, Франция) в фильме «Леди Чаттерлей» (англ. «Lady Chatterley»)
- 2008 — Эйлен Уолш (англ. Eileen Walsh, Ирландия) в фильме «Рай» (англ. «Eden»)
- 2009 — Зои Казан (англ. Zoe Kazan, США) в фильме «Взрывная девушка» (англ. «The Exploding Girl»)
- 2010 — Сибель Кекилли (нем. Sibel Kekilli, Германия) в фильме «When We Leave» (английское название в конкурсе, оригинальное название — нем. «Die Fremde»)
- 2011 — Кэрис ван Хаутен (нидерл. Carice van Houten, Нидерланды) в фильме «Чёрные бабочки»
- 2012 — Рашель Мванза (фр. Rachel Mwanza, Демократическая Республика Конго) в фильме «Ведьма войны»
- 2013 — Верле Батенс (англ. Veerle Baetens, Бельгия) в фильме «Разомкнутый круг»
- 2014 — Валерия Бруни-Тедески (англ. Valeria Bruni Tedeschi, Италия / Франция) в фильме «Цена человека»
- 2015 — Ханна Мюррей (англ. Hannah Murray) в фильме «Бридженд»

#### Лучшая американская актриса игрового кино (с 2016 года)
- 2016 — Маккензи Дэвис в фильме «Всегда сияй» (англ. Always Shine)

#### Лучший документальный фильм

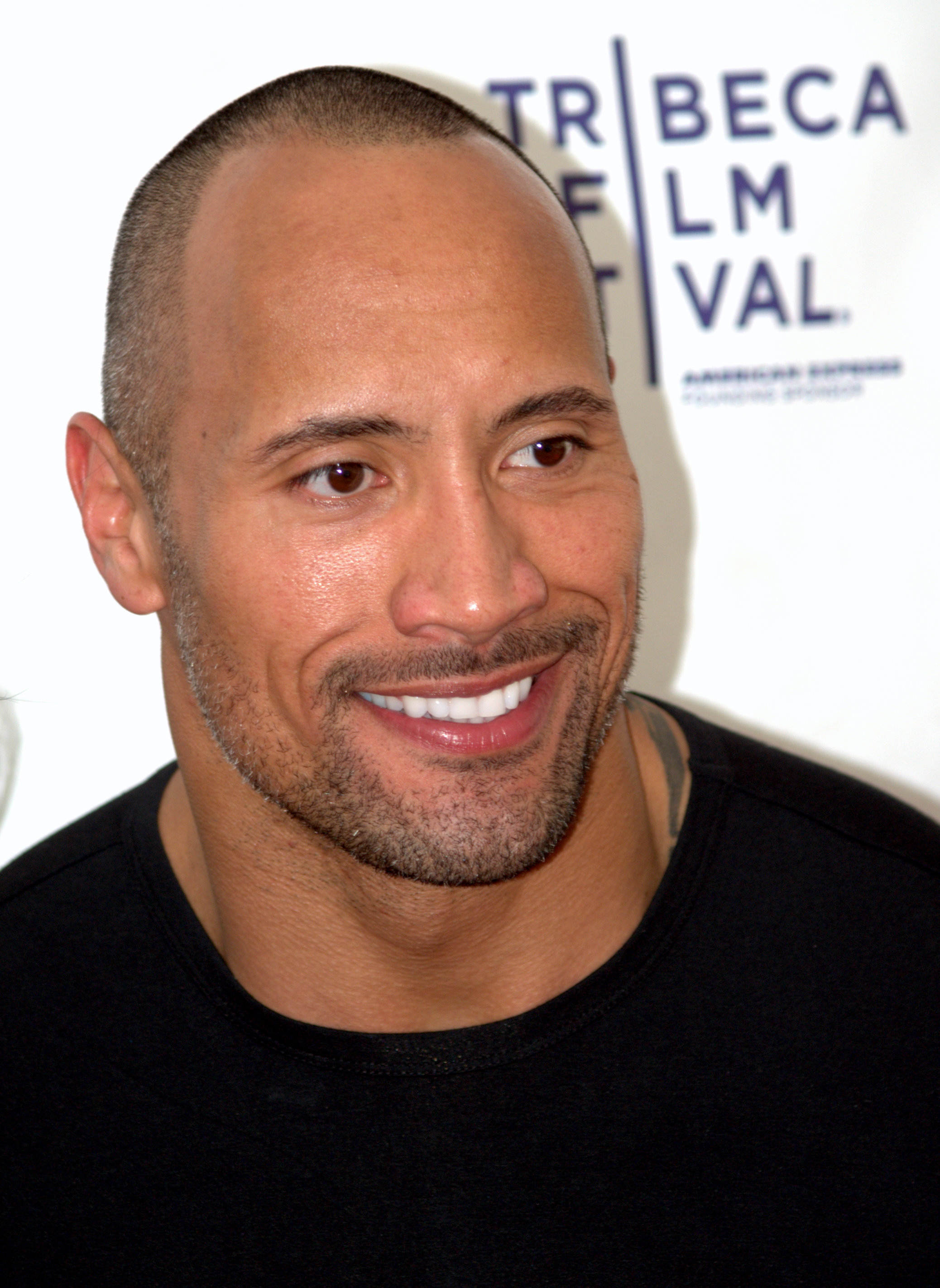
Дуэйн Джонсон
Гость Трайбека 2009

По причине низкой доступности данной кинопродукции из легальных источников и отсутствия, в большинстве случаев, профессионального перевода на русский язык, приводим ознакомительно: год победы в фестивале // наименование на языке оригинала (реже — в английском варианте конкурсной программы) // страна 
- 2002 // англ. «Chiefs» // США
- 2003 // англ. «A Normal Life» // Босния и Герцеговина
- 2004 // англ. «Arna's Children» // Израиль, Нидерланды

// англ. «The Man Who Stole My Mother's Face » // Австралия
- 2005 // англ. «El Perro Negro: Stories from the Spanish Civil War » // Нидерланды, Франция
- 2006 // англ. «The War Tapes» // США
- 2007 // англ. «Taxi to the Dark Side» // США
- 2008 // англ. «Pray the Devil Back to Hell» // США
- 2009 // англ. «Racing Dreams» // США
- 2010 // англ. «Monica & David» // США

#### Лучший автор документального кино

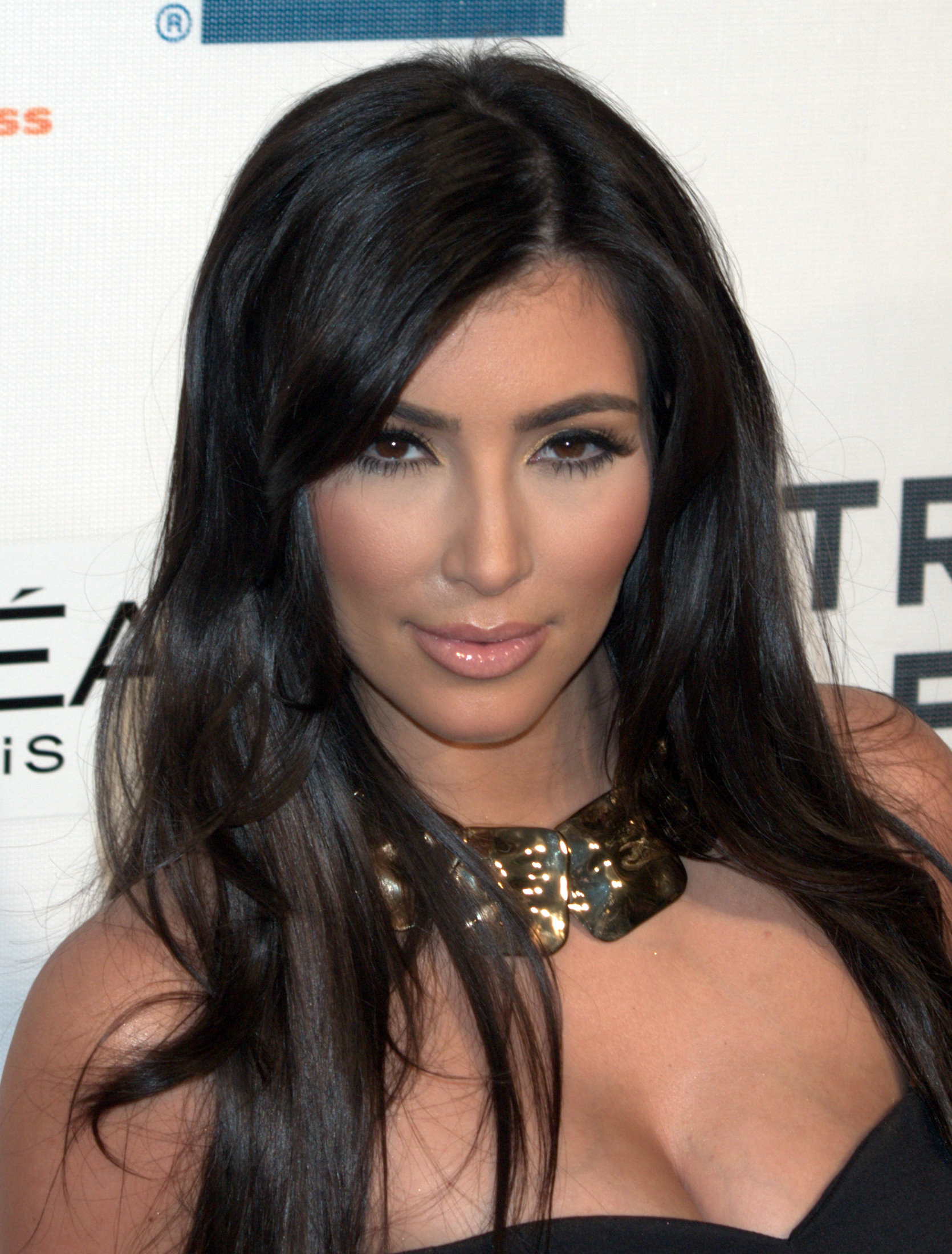
Ким Кардашян
Гость Трайбека 2009

По причине низкой доступности данной кинопродукции из легальных источников и отсутствия, в большинстве случаев, профессионального перевода на русский язык, приводим ознакомительно: год победы в фестивале // имя и фамилия автора в английском написании // наименование фильма на языке оригинала (реже — в английском варианте конкурсной программы) // страна 
- 2004 // Paulo Sacramento // порт. O Prisioneiro da Grade de Ferro // Бразилия
- 2005 // Jeff Zimbalist и Matt Mochary // англ. Favela Rising // Бразилия, США
- 2006 // Pelin Esmer // тур. Oyun // Турция
- 2007 // Vardan Hovhannisyan // англ. A Story of People in War & Peace // Армения
- 2008 // Carlos Carcass // англ. Old Man Bebo  // Испания
- 2009 // Ian Olds // англ. Fixer: The Taking of Ajmal Naqshbandi  // США
- 2010 // Clio Barnard // англ. The Arbor // Великобритания

### Конкурс фильмов о Нью-Йорке
Лучший игровой фильм о Нью-Йорке 

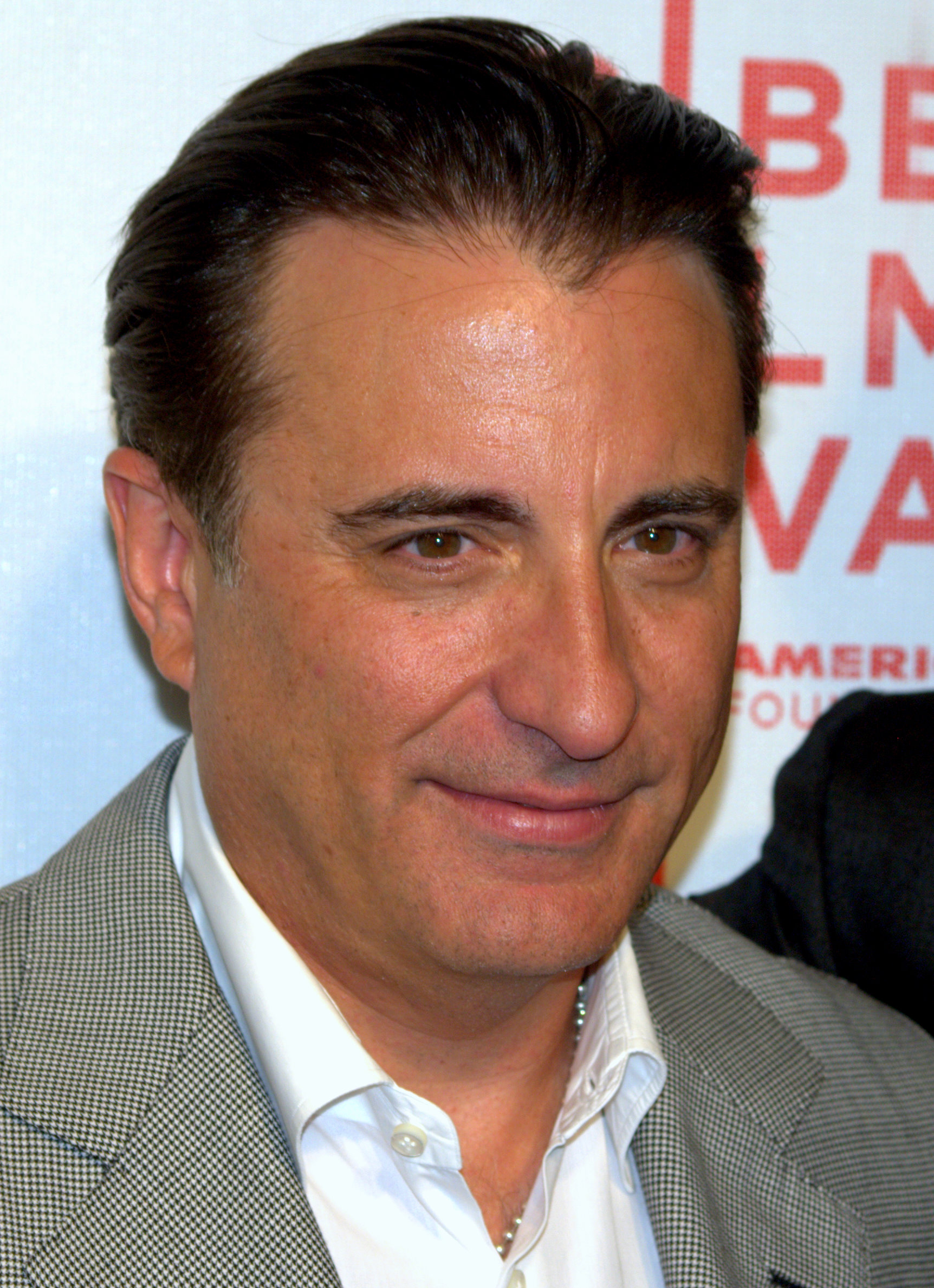
Энди Гарсиа
Гость Трайбека 2009

Год победы в фестивале // наименование фильма на английском языке (при наличии ссылки — и на русском) // имя и фамилия режиссёра в английском написании (при наличии ссылки — на русском)// страна (по умолчанию — США)
- 2004 // англ. The Time We Killed // Jennifer Todd Reeves
- 2005 // англ. Red Doors, «Красные двери» // Georgia Lee
- 2006 // англ. The Treatment // Oren Rudavsky
- 2007 // англ. The Education of Charlie Banks, «Образование Чарли Бэнкса» // Фред Дёрст
- 2008 // англ. The Caller // Richard Ledes
- 2009 // англ. Here and There // Darko Lungulov // Сербия
- 2010 // англ. Monogamy // Dana Adam Shapiro

Лучший документальный фильм о Нью-Йорке 

Год победы в фестивале // наименование фильма на английском языке // имя и фамилия режиссёра в английском написании // страна (по умолчанию — США)
- 2004 // англ. Kill Your Idols // Scott Crary
- 2005 // англ. Rikers High // Victor Buhler
- 2006 // англ. When I Came Home // Dan Lohaus
- 2007 // англ. A Walk into the Sea: Danny Williams and The Warhol Factory // Esther Robinson
- 2008 // англ. Zoned In // Daniela Zanzotto // США, Великобритания
- 2009 // англ. Partly Private // Danae Elon // Канада
- 2010 // англ. The Woodmans // C. Scott Willis // США, Италия, Китай

### Конкурс короткометражных фильмов
Лучший игровой короткометражный фильм 

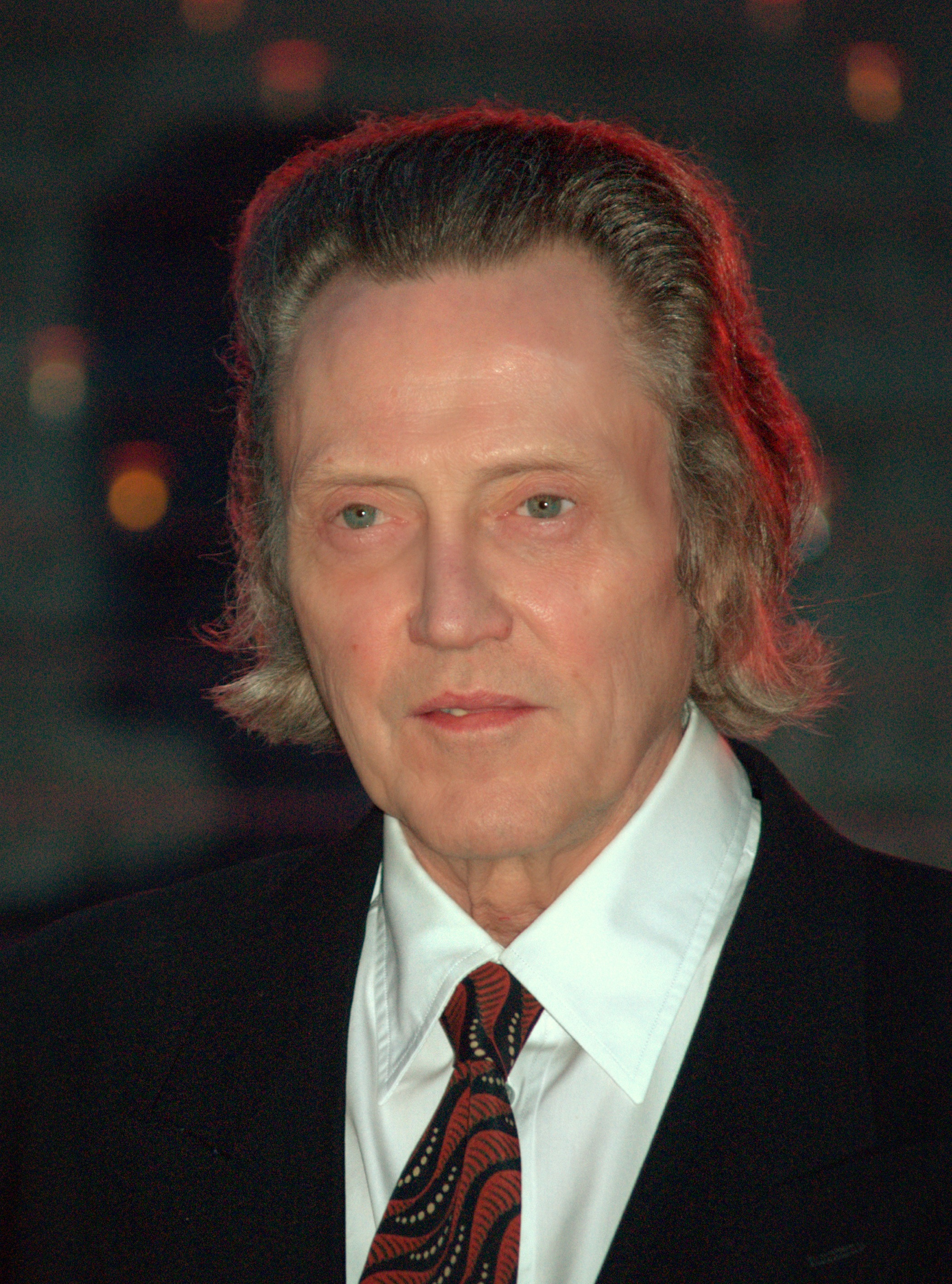
Кристофер Уокен
Гость Трайбека 2009

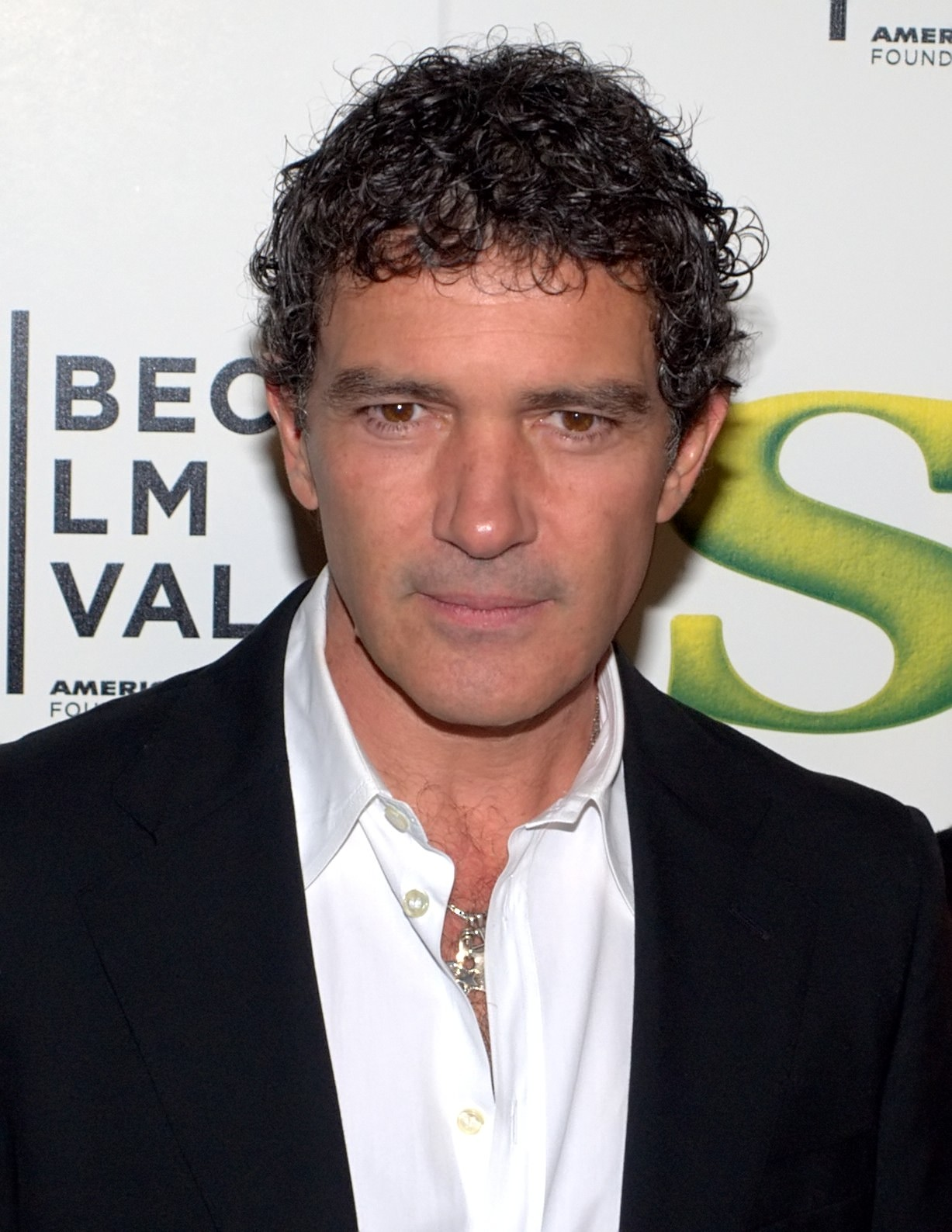
Антонио Бандерас
Гость Трайбека 2010

Год победы в фестивале // наименование фильма на языке оригинала (реже — в английском варианте конкурсной программы) // имя и фамилия режиссёра в английском написании // страна 

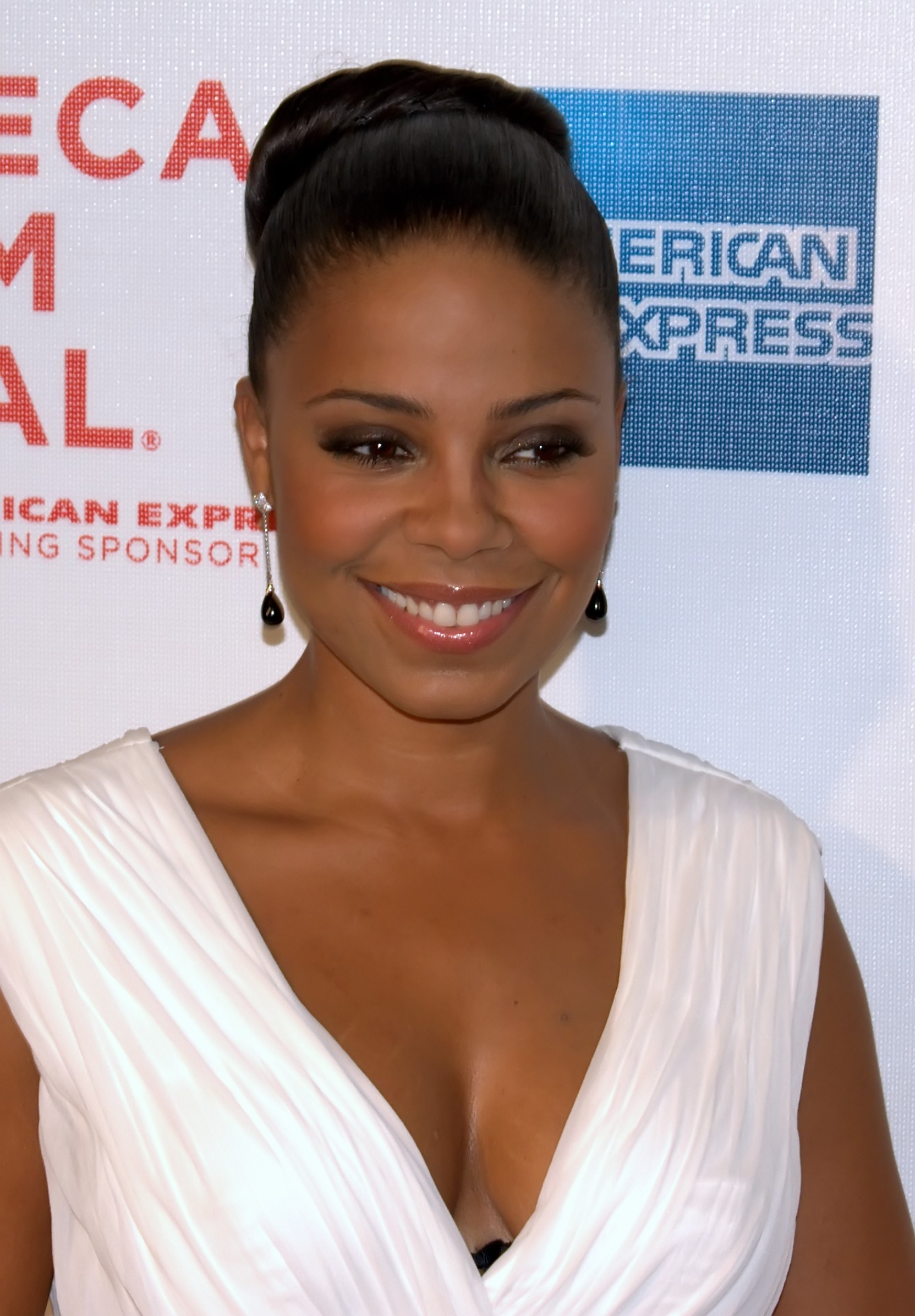
Сана Латан
Гость Трайбека 2009

- 2002 // англ. Bamboleho // Luis Prieto // Испания
- 2003 // англ. Precious Moments // Jan Dalchow и Lars Daniel Krutzkoff Jacobsen // Норвегия
- 2004 // англ. Shock Act // Seth Grossman // США
- 2005 // англ. Cashback // Sean Ellis // Великобритания
- 2006 // англ. The Shovel // Nick Childs // США
- 2007 // англ. The Last Dog in Rwanda // Jens Assur // Швеция
- 2008 // англ. New Boy // Steph Green // Ирландия
- 2009 // фр. La route du Nord // Carlos Chahine // Франция
- 2010 // англ. Father Christmas Doesn’t Come Here // Bekhi Sibiya // ЮАР

Лучший документальный короткометражный фильм 

Год победы в фестивале // наименование фильма // имя и фамилия режиссёра в английском написании // все фильмы — США 
- 2002 // англ. All Water Has a Perfect Memory // Natalia Almada
- 2003 // англ. Milton Rogovin: The Forgotten Ones // Harvey Wang
- 2004 // англ. Sister Rose's Passion // Oren Jacoby
- 2005 // англ. The Life of Kevin Carter // Dan Krauss
- 2006 // англ. Native New Yorker  // Steve Bilich
- 2007 // англ. A Son’s Sacrifice // Yoni Brook
- 2008 // англ. Mandatory Service // Jessica Habie
- 2009 // англ. Home // Mathew Faust
- 2010 // англ. White Lines & The Fever: The Death of DJ Junebug // Travis Senger

Лучшая студенческая работа
Год победы в фестивале // наименование фильма на языке оригинала // имя и фамилия режиссёра (по-английски)
- 2004 // англ. Independent Lens (American Made) // Sharat Raju
- 2005 // англ. Dance Mania Fantastic // Sasie Sealy
- 2006 // англ. Dead End Job // Samantha Davidson Green
- 2007 // англ. Good Luck Nedim // Marko Santic

// англ. Someone Else's War // Lee Wang
- 2008 // англ. Elephant Garden // Sasie Sealy
- 2009 // англ. Small Change // Anna McGrath
- 2010 // Некоторые парни не уходят // Мэгги Кайли